# Sara Mathilde Øster
Sara Mathilde Øster (født 21. september 1973 i København) er en dansk billedkunstner.
Sara Mathilde Øster er uddannet fra University of The Arts London og debuterede på Charlottenborg Forårsudstilling i 2009. Hun har bland andet udstillet i Fuglsanghus, Hørsholm, og i Cobra-rummet på Sophienholm og udført to større udsmykningsopgaver, LuxLapis for Gladsaxe Gymnasium (2011) og SolarisMontium for Kastanjehaven plejehjem (2013) på Frederiksberg.

## Kunstnerisk virke
Sara Mathilde Østers omtales i bogen 101 kunstnere fra 2011  hvor forfatter Tom Jørgensen beskriver hendes kunst således: